# X40
X40 est une série de trains régionaux électriques à deux niveaux exploitée par l'opérateur ferroviaire suédois Statens Järnvägar (SJ).
Ces rames ont été construites par Alstom dans les années 2004-2006 sur son site allemand de Salzgitter, avec 42 unités livrées en configuration bi-caisse ou tri-caisse. Elle est basée sur la série Coradia Duplex. Elles sont utilisées sur les lignes Linköping - Stockholm - Gävle, Stockholm - Västerås - (Örebro), Stockholm - Eskilstuna - (Arboga) et Stockholm - Ljusdal.

## Description
Les deux étages ont une capacité légèrement supérieure en passagers que les voitures classiques, avec 85 sièges contre 78. Les portes plus larges permettent de descendre plus rapidement du train et de contenir le plus gros flux de passagers. La vitesse maximale est de 200 km/h.
La composition la plus courante est une tri-caisse couplée avec une bi-caisse. Il existe une première classe, mais qui a le même confort que la deuxième classe. Il y a la climatisation (indispensable dans un pays nordique), une prise électrique à chaque place (1re et 2e classe) ainsi que la radio.
Il y a eu de nombreux problèmes de mise au point lors de la première année de fonctionnement en 2006, notamment avec les portes et la climatisation. Les passagers se plaignaient du trop peu de place pour les bagages ainsi que de l'espacement des sièges.

## Dépôts titulaires
- Hagalund

## Modélisme
- Aucune reproduction de cette automotrice n'a été reproduite par une firme connue à ce jour.

## Galerie photo

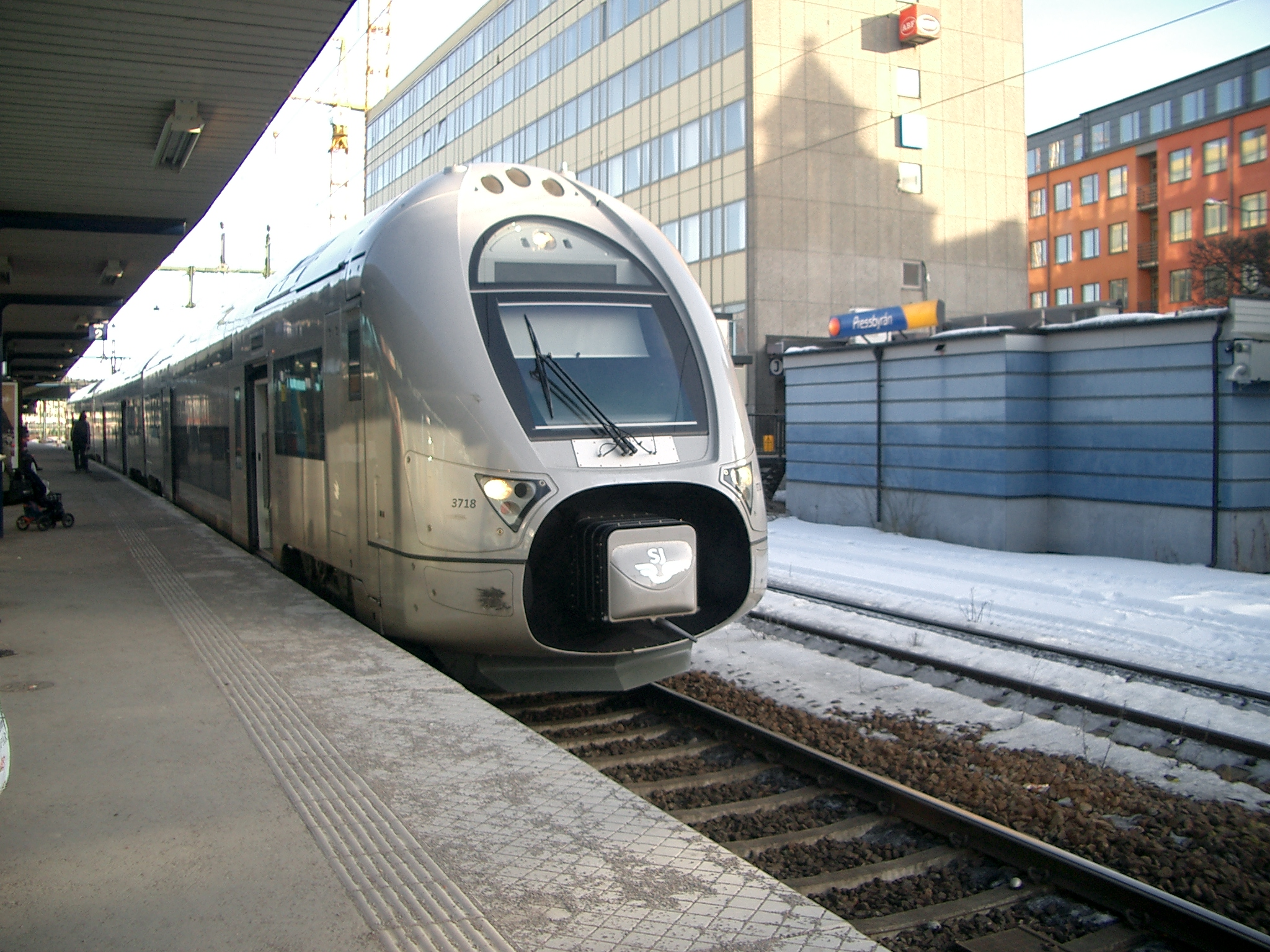
La rame X40 3318 en gare de Sundbyberg, une banlieue de Stockholm.
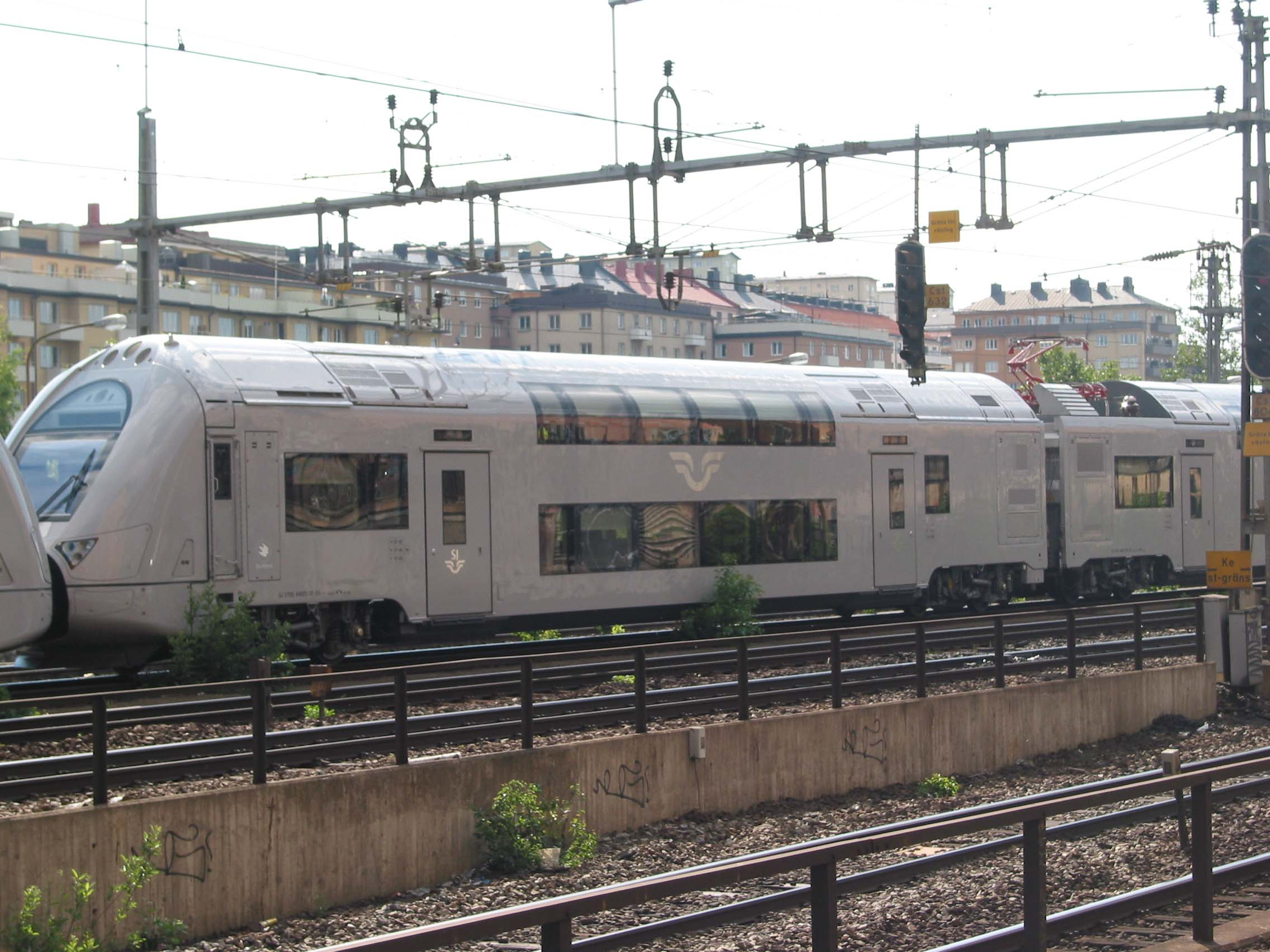
Un X40 dans Stockholm.